# Stari Jankovci
Stari Jankovci (maďarsky Ivanóc, v srbské cyrilici Стари Јанковци) jsou obec (općina) ve Vukovarsko-sremské župě ve východním Chorvatsku. V roce 2011 zde žilo celkem 1769 obyvatel.
Obec se rozkládá v rovinaté krajině na pozemí Slavonie a Sremu, na silničním i železničním tahu, který spojuje město Vinkovci se srbskou hranicí u obce Tovarnik. Obcí Stari Jankovci prochází silnice D46 a Železniční trať Bělehrad–Záhřeb.
Místní kostel je zasvěcen panně Marii. Většina místního obyvatelstva je zaměstnána v zemědělství, na západním okraji obce se nachází potravinářský podnik.
Administrativně pod općinu Stari Jankovci patří také i několik dalších vesnic, konkrétně Novi Jankovci, Slakovci, Orolik a Srijemske Laze. Dohromady má celá správní jednotka 5216 obyvatel.